# Радаміст
Радаміст (груз. რადამისტი) — грузинський принц, цар Великої Вірменії (51–55) з династії Фарнавазідів. Він вважався узурпатором і тираном.